# Can't Back Down
"Can't Back Down" é uma das canções do filme Camp Rock 2: The Final Jam, que conta com Demi Lovato como cantora principal. Foi composta por Antonina Armato, Tim James e Tom Sturges e produzida pelos dois primeiros. "Can't Back Down" foi lançada em 25 de abril de 2010 na Rádio Disney - assim como seu videoclipe no Disney Channel - como o primeiro single da sua trilha sonora. Em 3 de maio de 2010, foi liberada para download digital no iTunes.

## Videoclipe
O videoclipe de "Can't Back Down" mostra os personagens de Camp Rock 2 inicialmente desmotivados, enquanto a Mitchie (Demi Lovato) canta para convencê-los a lutar para que o Camp Rock não tenha que ser fechado. Então todos começam a dançar e cantar junto com ela. No final ninguém acaba desistindo.  